# 黒崎敏
黒崎 敏（くろさき さとし、1970年 - ）は、日本の建築家。

## 人物
大手メーカーの商品開発、設計事務所主任技師のキャリアを経て2000年に自身が主催するAPOLLOを設立。
邸宅、ヴィラ、リゾートホテル、商業施設の設計の他、企業の商品開発やブランドデザインに関わる。
世界的デザイン賞であるWallpaper Design Awardで「Best New Private House」を受賞するほか、
Archiproducts Design Awardsでは5年連続日本人審査員を務めるなど、海外でも高い評価を得ている。

## 略歴
- 1970年：石川県金沢市生まれ
- 1994年：明治大学理工学部建築学科　卒業
- 1994年：積水ハウス株式会社東京設計部にて新商品企画開発に従事
- 1998年：FORME一級建築士事務所　主任技師
- 2000年：APOLLO一級建築士事務所　主宰
- 2008年：株式会社APOLLO一級建築士事務所に改組　代表取締役
- 2008年：日本大学理工学部　非常勤講師（ - 2010年）
- 2014年：慶應義塾大学大学院理工学研究科　非常勤講師
- 2017年：慶應義塾大学理工学部システムデザイン工学科　非常勤講師

## 資格など
- 一級建築士（国土交通大臣 No.282853）、管理建築士
- 統括設計 専攻建築士（専門分野：戸建住宅 集合住宅 No.1131001715）
- APECアーキテクト（Asia-Pacific Economic Cooperation ARCHITECT）

## 所属団体
- APECアーキテクト（Asia-Pacific Economic Cooperation ARCHITECT）登録建築家
- 社団法人日本建築家協会（JIA）登録建築家
- 社団法人日本建築学会（AIJ）正会員 建築設計計画評価小委員会所属
- 社団法人東京建築士会　正会員
- 社団法人建築家住宅の会（AHEAD）理事（2012年 - 2013年）

## 著書
- 「APOLLO ARCHITECTS & ASSOCIATES VOL-2」（黒崎敏　著）（NEMO Factory）
- 「APOLLO Architects & Associates Satoshi KUROSAKI 」（黒崎敏　著）（NEMO Factory）
- 「新装ワイド版 最高に楽しい家づくりの図鑑 」（黒崎敏　著）（エクスナレッジ）
- 「腕のいいデザイナーが必ずやっている仕事のルール125」 （宇野昇平、木村茂、國時誠、黒崎敏、戸恒浩人、鳥村綱一、藤原佐知子、武藤智花、渡邊謙一朗著）（エクスナレッジ）
- 「最新版 新しい住宅デザインの教科書 (デザイン技術シリーズ1)」（黒崎敏　著）（エクスナレッジ）
- 「最高に楽しい家づくりの図鑑」（黒崎敏　著）（エクスナレッジ）
- 「新しい住宅デザインの教科書」（黒崎敏　著）（エクスナレッジ）
- 「新可笑しな家」（黒崎敏+ビーチテラス　編著）（二見書房）
- 「かわいい隠れ家」（ミミ・ザイガ―著　黒崎敏翻訳）（二見書房）
- 「小さな家、可愛い家」（ミミ・ザイガ―著　黒崎敏翻訳）（二見書房）
- 「夢の棲み家」（黒崎敏+ビーチテラス　編著）（二見書房）
- 「可笑しな家」（黒崎敏+ビーチテラス　編著）（二見書房）

## 受賞歴
2020年
- Archiproducts Design Awards 2020（ITALY）JURY
- DFA Design for Asia Awards 2020（HONG KONG）「BRONZE AWARD」「ORTHO」WINNER
- ARCHITECTURE MASTERPRIZE（USA）「Honorable Mention」「ORTHO」
- GOOD DESIGN AWARD 2020（JAPAN）（住宅）「COVER」
- GERMAN DESIGN AWARDS 2021（GERMANY）「COVER」Special Mention
- ICONIC AWARDS 2020 : Innovative Architecture（GERMANY）「COVER」WINNER
- ArchDaily（CHILE）2020 Building of the year Award「COVER」NOMINATE

2019年
- 13th Annual International Design Awards（USA）「Silver」「COVER」WINNER
- SieMatic ID Contest 2019（GERMANY）「Best of the Best」「COVER」WINNER
- 2019 FANTASTIC KITCHEN COMPETITION Modern Living Award（JAPAN）「UMBER」
- DNA Paris Design Awards 2019（FRANCE）「Honorable Mention」「COVER」
- Worldcob The BIZZ Awards 2019（USA）
- Business Excellence Award「APOLLO Architects & Associates」「Satoshi Kurosaki」WINNER

2018年
- Archiproducts Design Awards 2018（ITALY） JURY
- Corporate USA Today – Annual Awards – 2018（USA）「Best for Private House Design & Best Japanese Private Housing Project」「WRAP」
- BUILD Architecture Awards 2018 （UK）「2018 Architectural Innovation Awards 」WINNER
- BUILD Architecture Awards 2018 （UK）「Japan’s Most Outstanding Urban designer 2018 」WINNER
- BUILD Architecture Awards 2018 （UK）「Best for Private Residential Architecture & Design 2018」WINNER
- BUILD Architecture Awards 2018 （UK）「Asia & Best Japanese Hotel & Resort Design Project: The Terrace Gushiku Mui Hotel & Resort」WINNER

2017年
- T-1 GRANDPRIX 2016（Timberize）Special Mention（LVL賞）「WRAP」
- GOOD DESIGN AWARD 2017（住宅）「TERMINAL」
- Archiproducts Design Awards 2017（USA） JURY
- Architecture Awards for 2017（UK／Corporate LiveWire）Best in residential architecture WINNER
- Architizer A+Awards 2017（USA）「Private House category」 WINNER「WRAP」

2016年
- Modern Living Award 2016「TERMINAL」
- Wallpaper Design Award 2016（UK）「BEST NEW PRIVATE HOUSE」SHORTLIST「GRIGIO」
- Archdaily 2016 Building of the year Award（CHILE）「HOUSES」FINALIST「WRAP」
- BUILD Architecture Awards 2016 （UK）「Best for Private house design部門」「WRAP」
- GERMAN DESIGN AWARD 2017（Frankurt）「Excellent Communications Design」Special Mention「GAZE」
- GERMAN DESIGN AWARD 2017（Frankurt）「Excellent House Design」Special Mention「WRAP」
- GERMAN DESIGN AWARD 2017（Frankurt）「Excellent House Design」WINNER「GRIGIO」
- Architecture Awards for 2016（UK／Corporate LiveWire）SHORTLIST
- ICONIC AWARDS 2016（GERMANY）WINNWR「Architecture部門」「WRAP」
- GOOD DESIGN AWARD 2016（住宅）「ARK」
- Design for Asia Award 2016（Hong Kong）「Merit Award」「WRAP」
- 2016 Wood Design & Building Awards（CANADA）「Honor Award」「WRAP」

2015年
- INTERNATIONAL QUALITY CROWN AWARD 2015（LONDON） GOLD CAREGORY
- GOOD DESIGN AWARD 2015 （住宅）「WRAP」

2014年
- GOOD DESIGN AWARD 2014 （住宅）「LATTICE」
- GOOD DESIGN AWARD 2014 （住宅）「ARROW」
- International Space Design Award -Idea-Tops-2014（CHINA）
- Best Design Award of Villa　SHORTLIST「Le49」